# Glypta bulbosa
Glypta bulbosa là một loài tò vò trong họ Ichneumonidae.